# 柳比科維奇
51°28′59″N 26°36′27″E / 51.48306°N 26.60750°E
柳比科維奇（烏克蘭語：Любиковичі），是烏克蘭的村落，位於該國西北部羅夫諾州，由薩爾內區負責管轄，始建於1610年，面積1.39平方公里，海拔高度148米，2001年人口1,399，人口密度每平方公里1,006.5人。